# Gradishtë
Gradishtë là một xã trong quận Lushnjë thuộc hạt Fier, Albania. Dân số năm 2005 là 8966 người.